# Aislaby (Durham)
Aislaby – wieś w Anglii, w hrabstwie ceremonialnym Durham, w dystrykcie (unitary authority) Stockton-on-Tees. Leży 33 km na południowy wschód od miasta Durham i 343 km na północ od Londynu.